# Reignac (Gironde)
 Reignac  egy francia település Gironde megyében az Aquitania régióban. Lakosainak száma 1626 fő (2022. január 1.).

## Földrajz
Reignac Saint-Savin, Campugnan, Cartelègue, Donnezac, Étauliers, Saint-Aubin-de-Blaye, Saugon és Val-de-Livenne községekkel határos.

## Adminisztráció
Polgármesterek:
- 2003–2014 Alain Gandre
- 2014–2020 Piere Renou

## Demográfia
| Lakosok száma | 1352 | 1206 | 1263 | 1332 | 1474 | 1525 | 1599 | 1602 | 1613 | 1626 |
|               | 1968 | 1982 | 1990 | 2006 | 2013 | 2015 | 2017 | 2019 | 2020 | 2022 |